# Пам’ятки археології, архітектури, історії, монументального мистецтва Чорткова

## Пам'ятки археології
У Чорткові нараховується 3 пам'ятки археології:
| №  | Об'єкт                | Рік                                        | Адреса                                                                                      | Ох. № | Фото | Взяття під охорону                                                                          |
| -- | --------------------- | ------------------------------------------ | ------------------------------------------------------------------------------------------- | ----- | ---- | ------------------------------------------------------------------------------------------- |
| 1. | Стоянка Чортків І     | середній палеоліт (150-40 тис. років тому) | урочище Кар'єр                                                                              | 2913  |      | Розпорядження Представника Президента України у Тернопільській області № 148 від 25.06.1992 |
| 2. | Поселення Чортків ІІ  | празька культура                           | центральна частина міста, вул. Ринок, на території РайСТ, правий берег р. Серет             | 1296  |      | Наказ управління культури ОДА № 16 від 27.01.2010                                           |
| 3. | Поселення Чортків ІІІ | трипільська культура; — культура Ноа       | північнозахідні околиці міста, вул. Вільшана, І — ІІ надзаплавні тераси безіменного потічка | 1642  |      | Наказ управління культури ОДА № 16 від 27.01.2010                                           |

## Пам'ятки архітектури
У Чорткові Тернопільської області нараховується 84 пам'ятки архітектури.

### Існуючі

#### Місцевого значення
| №   | Об'єкт                                                | Рік            | Адреса                                 | Ох. № | Фото                                                      |
| --- | ----------------------------------------------------- | -------------- | -------------------------------------- | ----- | --------------------------------------------------------- |
| 1.  | Синагога (мур.)                                       | 1754—1771 рр.  | вул. Гоголя, 2                         | 1742  |                                                           |
| 2.  | Житловий будинок (мур.)                               | XIX ст.        | вул. Горбачевського, 3                 | 66    |                                                           |
| 3.  | Полкова церква (мур.)                                 | 1904—1909 рр.  | вул. Теліги, 16                        | 1749  |                                                           |
| 4.  | Житловий будинок (мур.)                               | 1920           | вул. Зелена, 1                         | 1798  |                                                           |
| 5.  | Вілла (мур.)                                          | 1920           | вул. Зелена, 13                        | 1799  |                                                           |
| 6.  | Вілла (мур.)                                          | 1910           | вул. Зелена, 25                        | 1800  |                                                           |
| 7.  | Вілла (мур.)                                          | 1920           | вул. Зелена, 27                        | 1801  |                                                           |
| 8.  | Вілла (мур.)                                          | 1920           | вул. Зелена, 31                        | 1802  |                                                           |
| 9.  | Будинок Йогана Носса (мур.)                           | XIX ст.        | вул. Коротка, 3                        | 1810  |                                                           |
| 10. | Вілла (мур.)                                          | 1920           | вул. Росляка, 2                        | 1789  |                                                           |
| 11. | Житловий будинок (мур.)                               | 1910           | вул. Росляка, 4                        | 1790  |                                                           |
| 12. | Житловий будинок (мур.)                               | 1910           | вул. Росляка, 6                        | 1791  |                                                           |
| 13. | Житловий будинок (мур.)                               | 1910           | вул. Росляка, 8                        | 1792  |                                                           |
| 14. | Вілла (мур.)                                          | поч. XX ст.    | вул. Коцюбинського, 1                  | 1813  |                                                           |
| 15. | Садиба (мур.)                                         | поч. XX ст.    | вул. Коцюбинського, 3                  | 1814  |                                                           |
| 16. | Залишки оборонних мурів міста (мур.)                  | поч. XVIII ст. | Лівобережна частина                    | 1747  |                                                           |
| 17. | Залізничний вокзал (зміш.)                            | 1894-1896 рр.  | вул. Вокзальна,3                       | 1744  |                                                           |
| 18. | Гуртожиток с/г ремісників (мур.)                      | 1922-1923 рр.  | вул. Залізнична, 10                    | 1754  |                                                           |
| 19. | Житловий будинок (мур.)                               | 1920           | вул. Маньовського, 1                   | 1796  |                                                           |
| 20. | Житловий будинок (мур.)                               | 1920           | вул. Маньовського, 3                   | 1797  |                                                           |
| 21. | Родинна каплиця Михайлівських (мур.)                  | 1929           | вул. Степана Бандери, 78 (на цвинтарі) | 1750  |                                                           |
| 22. | Еміграційний будинок (мур.)                           | 1885—1889 рр.  | вул. Степана Бандери, 1                | 1752  |                                                           |
| 23. | Житловий будинок (мур.)                               | поч. XX ст.    | вул. Степана Бандери, 5                | 1774  |                                                           |
| 24. | Житловий будинок (мур.)                               | поч. XX ст.    | вул. Степана Бандери, 7                | 1775  |                                                           |
| 25. | Житловий будинок (мур.)                               | поч. XX ст.    | вул. Степана Бандери, 7-а              | 1776  |                                                           |
| 26. | Житловий будинок (мур.)                               | поч. XX ст.    | вул. Степана Бандери, 8                | 1777  |                                                           |
| 27. | Житловий будинок (приватне володіння адвоката) (мур.) | XIX ст.        | вул. Степана Бандери, 13               | 72    |                                                           |
| 28. | Ринкова крамниця (мур.)                               | XVIII ст.      | вул. Степана Бандери, 14               | 1778  |                                                           |
| 29. | Житловий будинок (мур.)                               | 1898-1905 рр.  | вул. Степана Бандери, 20               | 73    |                                                           |
| 30. | Житловий будинок (мур.)                               | поч. XX ст.    | вул. Степана Бандери, 23               | 1779  |                                                           |
| 31. | Будинок Вайсмана (мур.)                               | 1906-1908 рр.  | вул. Степана Бандери, 27               | 1753  |                                                           |
| 32. | Житловий будинок (мур.)                               | поч. XX ст.    | вул. Степана Бандери, 30               | 1780  |                                                           |
| 33. | Житловий будинок (мур.)                               | поч. XX ст.    | вул. Степана Бандери, 32               | 1781  |                                                           |
| 34. | Пошта (мур.)                                          | поч. XX ст.    | вул. Степана Бандери,38                | 74    |                                                           |
| 35. | Споруда повітового суду (мур.)                        | поч. XX ст.    | вул. Степана Бандери, 46               | 71    |                                                           |
| 36. | Житловий будинок (мур.)                               | поч. XX ст.    | вул. Степана Бандери, 49               | 1782  |                                                           |
| 37. | Садиба (мур.)                                         | поч. XX ст.    | вул. Степана Бандери, 57               | 1783  |                                                           |
| 38. | Садиба (мур.)                                         | поч. XX ст.    | вул. Степана Бандери, 58               | 1784  |                                                           |
| 39. | Садиба (мур.)                                         | поч. XX ст.    | вул. Степана Бандери, 59               | 1785  |                                                           |
| 40. | Млин (мур.)                                           | кін. XIX ст.   | вул. Млинарська, 14                    | 1811  |                                                           |
| 41. | Крупоцех (мур.)                                       | кін. XIX ст.   | вул. Млинарська, 14                    | 1812  |                                                           |
| 42. | Монастир ордену Кармелітів сестер Шариток (мур.)      | 1895-1899 рр.  | вул. Монастирська, 1                   | 1743  |                                                           |
| 43. | Залишки оборонних валів (мур.)                        | поч. XVIII ст. | лівобережна частина                    | 1747  |                                                           |
| 44. | Житловий будинок (мур.)                               | поч. XX ст.    | вул. Д.Пігути, 3                       | 1805  |                                                           |
| 45. | Вілла (мур.)                                          | поч. XX ст.    | вул. Д.Пігути, 21                      | 1806  |                                                           |
| 46. | Лікарня (мур.)                                        | 1910           | вул. Д.Пігути, 29                      | 1807  | Файл:Чортків - Центр медико-санітарної допомоги - 271.jpg |
| 47. | Стара ратуша (мур.)                                   | XIX ст.        | вул. Ринок, 18                         | 65    |                                                           |
| 48. | Житловий будинок (мур.)                               | поч. XX ст.    | пл. Ринок, 5                           | 1759  |                                                           |
| 49. | Житловий будинок (мур.)                               | поч. XX ст.    | пл.Ринок, 7                            | 1760  |                                                           |
| 50. | Житловий будинок (мур.)                               | 1910           | пл.Ринок, 8                            | 1761  |                                                           |
| 51. | Житлово-торгова кам’яниця (мур.)                      | 1871           | пл.Ринок, 55                           | 1762  |                                                           |
| 52. | Житлово-торгова кам’яниця (мур.)                      | XVIII ст.      | пл.Ринок, 57                           | 1763  |                                                           |
| 53. | Споруда «Рідна школа» (мур.)                          | 1937-1939 рр.  | вул. Л.Українки, 5                     | 1746  |                                                           |
| 54. | В’язниця (мур.)                                       | 1930           | вул. Л.Українки, 3                     | 1748  |                                                           |
| 55. | Житловий будинок (мур.)                               | 1930           | вул. Лесі Українки, 2                  | 1808  |                                                           |
| 56. | Будинок стрілецької спілки (мур.)                     | 1930           | вул. Лепкого, 4                        | 1804  |                                                           |
| 57. | Пологовий будинок (мур.)                              | 1930           | вул. Лепкого, 8                        | 1803  |                                                           |
| 58. | Народний будинок (мур.)                               | поч. XX ст.    | вул. Франка, 1                         | 75    |                                                           |
| 59. | Вілла (мур.)                                          | 1910           | вул. Франка, 16                        | 1786  |                                                           |
| 60. | Вілла (мур.)                                          | 1910           | вул. Франка, 24                        | 1787  |                                                           |
| 61. | Вілла (мур.)                                          | 1910           | вул. Франка, 26                        | 1878  |                                                           |
| 62. | Житловий будинок (мур.)                               | 1910           | вул. Франка, 30                        | 1793  |                                                           |
| 63. | Житловий будинок (мур.)                               | 1910           | вул. Франка, 32                        | 1794  |                                                           |
| 64. | Житловий будинок (мур.)                               | 1910           | вул. Франка, 34                        | 1795  |                                                           |
| 65. | Вілла (мур.)                                          | 1912           | вул. Чортківська, 2                    | 1809  |                                                           |
| 66. | Житловий будинок (мур.)                               | XIX ст.        | вул. Шевченка, 1                       | 1764  |                                                           |
| 67. | Костел Св. Станіслава (мур.)                          | 1619-1909 рр.  | вул. Шевченка, 2                       | 70    |                                                           |
| 68. | Житловий будинок(мур.)                                | поч. XX ст.    | вул. Шевченка, 3                       | 1765  |                                                           |
| 69. | Монастир домініканів (мур.)                           | поч. XX ст.    | вул. Шевченка, 4                       | 1766  |                                                           |
| 70. | Житловий будинок (мур.)                               | поч. XX ст.    | вул. Шевченка, 5                       | 1767  |                                                           |
| 71. | Житловий будинок (мур.)                               | XVIII ст.      | вул. Шевченка, 6                       | 1768  |                                                           |
| 72. | Житловий будинок (мур.)                               | поч. XX ст.    | вул. Шевченка, 7                       | 1769  |                                                           |
| 73. | Житловий будинок (мур.)                               | XVIII ст.      | вул. Шевченка, 8                       | 1770  |                                                           |
| 74. | Житловий будинок (мур.)                               | поч. XX ст.    | вул. Шевченка, 9                       | 1771  |                                                           |
| 75. | Житловий будинок (мур.)                               | 1910           | вул. Шевченка, 10                      | 1772  |                                                           |
| 76. | Житловий будинок (мур.)                               | поч. XX ст.    | вул. Шевченка, 11                      | 1773  |                                                           |
| 77. | Готель і ресторан «Брістоль» (мур.)                   | XIX ст.        | вул. Шевченка, 13                      | 67    |                                                           |
| 78. | Міська ратуша (мур.)                                  | 1926—1930 рр.  | вул. Шевченка, 23                      | 1745  |                                                           |
| 79. | Синагога (мур.)                                       | 1905—1909 рр.  | вул. Шевченка, 33                      | 68    |                                                           |
| 80. | Житловий будинок (мур.)                               | поч. XVIII ст. | вул. Шевченка, 36                      | 69    |                                                           |

#### Національного значення
| №  | Об'єкт                            | Рік      | Адреса          | Ох. № | Фото |
| -- | --------------------------------- | -------- | --------------- | ----- | ---- |
| 1. | Церква Вознесіння (дер.)          | 1717     | вул. Залізнична | 684   |      |
| 2. | Успенська церква (дер.)           | 1635     | вул. Церковна   | 685/1 |      |
| 3. | Дзвіниця Успенської церкви (дер.) | ХVІІ ст. | вул. Церковна   | 685/2 |      |
| 4. | Замок Гольських (мур.)            | 1610     | вул. Замкова    | 686   |      |

## Пам'ятки історії
У Чорткові Тернопільської області нараховується 10 пам'яток історії.

### Існуючі
| №   | Об'єкт                                                                                    | Рік                 | Адреса                                  | Ох. № | Фото                                                     |
| --- | ----------------------------------------------------------------------------------------- | ------------------- | --------------------------------------- | ----- | -------------------------------------------------------- |
| 1.  | Пам’ятник Петрові Хамчуку — командиру куреня Української Повстанської Армії «Сірі вовки»  | Середина ХХ ст.     |                                         | 1890  |                                                          |
| 2.  | Будинок, у якому жив український письменник Тудор С. І.                                   | 1926—1927           |                                         | 1134  |                                                          |
| 3.  | Пам’ятник танкістам Радянської армії                                                      | 1944                |                                         | 291   |                                                          |
| 4.  | Братська могила керівників партизанського загону «Дванадцятка»                            | 1922                | вул. С. Бандери, військове кладовище    | 290   |                                                          |
| 5.  | Братські могили воїнів Радянської армії                                                   | 1944                | вул. Міцкевича, військове кладовище     | 289   |                                                          |
| 6.  | Могила героя Радянського Союзу Лавриненка І.                                              | 1944                | вул. Міцкевича, військове кладовище     | 598/1 |                                                          |
| 7.  | Могила єврейського філософа, рабина Фрідмана                                              | 1992                |                                         | 1895  | Файл:Пам'ятник єврейському філософу, рабину Фрідману.jpg |
| 8.  | Монумент Борцям за волю України                                                           | 1918—1928           | вул. Січових Стрільців, кладовище       | 3244  |                                                          |
| 9.  | Пам'ятник Хомишину Г.Л. — Блаженному священномученику, громадському та церковному діячеві | 1867—1947           | вул. Ст. Бандери (катехитична академія) | 3239  |                                                          |
| 10. | Пам’ятний знак жертвам більшовицького терору                                              | 1939—1950-ті ХХ ст. | вул. Ст. Бандери, 25                    | 1894  |                                                          |

## Пам'ятки монументального мистецтва
У Чорткові нараховується 2 пам'ятки монументального мистецтва.

### Існуючі
| №  | Об'єкт                                                              | Рік  | Адреса       | Ох. № | Фото | Рішення про взяття під охорону                                                                 |
| -- | ------------------------------------------------------------------- | ---- | ------------ | ----- | ---- | ---------------------------------------------------------------------------------------------- |
| 1. | Пам’ятник артистці Рубчаковій Катерині                              | 1991 | вул. Бандери | 2984  |      | Розпорядження Представника Президента України в Тернопільській області № 148 від 25.06.1992 р. |
| 2. | Пам’ятник поету, письменнику, художнику Шевченку Тарасу Григоровичу | 1960 | вул. Бандери | 647   |      | Тернопільського облвиконкому № 147 від 22.03.1971 р.                                           |

### Колишні
| №  | Об'єкт                                                                  | Рік  | Адреса      | Ох. № | Фото | Рішення про взяття під охорону                       |
| -- | ----------------------------------------------------------------------- | ---- | ----------- | ----- | ---- | ---------------------------------------------------- |
| 1. | Пам’ятник поету, громадському діячу Франку Івану Яковичу (демонтований) | 1959 | вул. Гоголя | 906   |      | Тернопільського облвиконкому № 147 від 22.03.1971 р. |